# Kyle Russell
Kyle Russell (* 25. August 1993 in Loomis) ist ein US-amerikanischer Volleyballspieler.

## Karriere
Russell kam zum Volleyball, weil er seine ältere Schwester Jamie zum Training begleitete und von deren Trainer entdeckt wurde. Er begann seine Karriere an der Del Oro High School in Loomis. 2012 begann er sein Studium an der University of California, Irvine und spielte in der Universitätsmannschaft. 2012 und 2013 gewann er die NCAA-Meisterschaft. Mit der Juniorennationalmannschaft der Vereinigten Staaten nahm er an der U21-Weltmeisterschaft teil. Nach seinem Studium wechselte der Diagonalangreifer 2016 zu MKS Będzin. Mit dem Verein wurde er in der polnischen Liga Elfter. 2017 wurde Russell vom deutschen Meister Berlin Recycling Volleys verpflichtet. Mit dem Verein erreichte er in der Saison 2017/18 das Viertelfinale im DVV-Pokal und wurde deutscher Meister. In der folgenden Saison gelang neben dem Einzug ins Pokal-Halbfinale die Titelverteidigung in der  Bundesliga. Anschließend wechselte er zum französischen Verein AS Cannes Volley-Ball.